# Liste der Mitglieder der Deutschen Akademie der Naturforscher Leopoldina/1729
Die Liste der Mitglieder der Deutschen Akademie der Naturforscher Leopoldina für 1729 enthält alle Personen, die im Jahr 1729 zum Mitglied ernannt wurden. Insgesamt gab es vier neu gewählte Mitglieder.

## Mitglieder
| Nr. | Name                      | Beiname          | Geboren       | Aufnahme | Gestorben | Bild | Datenbank |
| --- | ------------------------- | ---------------- | ------------- | -------- | --------- | ---- | --------- |
| 407 | Philipp Jakob Weigant     | Euenor           |               | 26. Feb. |           |      | 7188      |
| 408 | Johann Jakob Neuhold      | Apollophanes II. | 28. Apr. 1700 | 24. Mrz. | Mai 1738  |      | 5826      |
| 409 | Christian Gottlieb Meinig | Lullius          | 3. Dez. 1690  | 16. Apr. | 1760      |      | 5592      |
| 410 | Johann Gottlieb Windisch  | Hierax           | 16. Aug. 1689 | 1. Jun.  | 1732      |      | 7304      |